# Wing and a Prayer
Wing and a Prayer (bra Uma Asa e uma Prece) é um filme de guerra estadunidense de 1944, dirigido por Henry Hathaway para a Twentieth Century Fox Film Corporation. A história se passa nos primeiros dias do envolvimento norte-americano na Segunda Guerra Mundial até a Batalha de Midway. Apesar da intenção propagandista, o filme é apreciado pelo realismo e foi indicado ao Óscar de Melhor Roteiro Original.

## Elenco
- Don Ameche...comandante de voo Bingo Harper
- Dana Andrews...tenente-comandante Edward Moulton
- William Eythe...oficial Hallam 'Oscar' Scott
- Charles Bickford...capitão Waddell
- Cedric Hardwicke...almirante
- Kevin O'Shea...oficial Charles 'Cookie' Cunningham
- Richard Jaeckel...Beezy Bessemer
- Harry Morgan ...oficial Malcolm Brainard
- Richard Crane...oficial Gus Chisholm
- Glenn Langan...oficial executivo
- Renny McEvoy...oficial Cliff Hale
- Robert Bailey...oficial Paducah Holloway
- Reed Hadley...comandante O'Donnell
- John Kellogg...oficial
- George Mathews...Dooley
- B.S. Pully
- John C. Young...motorista do jipe

## Sinopse
Logo após o ataque a Pearl Harbor, o povo e a imprensa norte-americanas se perguntam "Onde está a Marinha? Por que não luta?". Gravemente atingida pelo bombardeio japonês, a Marinha desenvolve um plano para atrair os inimigos a uma armadilha, usando um porta-aviões e muitos navios para serem avistados em diferentes pontos do Oceano Pacífico, inclusive em território inimigo, e darem a impressão que a frota está espalhada, quando pretendem se concentrar em Midway para uma batalha decisiva. O porta-aviões escolhido para a missão é o comandado pelo Capitão Waddell enquanto as operações aéreas são planejadas pelo rigoroso comandante Bingo Harper. O piloto-comandante Edward Moulton tem dificuldades em controlar seus homens, principalmente o ator vencedor do Óscar Hallam Scott, quando recebe ordens para não responder ao fogo dos aviões inimigos.

## Exatidão histórica
Os aviões de combate usados nas filmagens foram principalmente o Grumman TBF Avenger torpedeiros, Caças Grumman F6F Hellcat e o bombardeiro de mergulho Curtiss SB2C Helldiver. Eram contemporâneos aos porta-aviões desenhados entre 1943 e 1944 e não em 1942 quando a história se desenvolve. Em algumas cenas aparecem o Caça Grumman F4F Wildcat e o bombardeiro de mergulho Douglas SBD Dauntless que operavam em 1942. O Caça Grumman F4F Wildcat figura no lugar dos Zeros japoneses. Um Curtiss-Wright CW-22 também fez uma breve aparição como um avião de reconhecimento japonês. O porta-aviões é o USS Yorktown, um típico classe Essex, que a Marinha permitiu aos cinegrafistas da 20th Century Fox mostrarem durante uma navegação em 1943.
O título do filme Wing and a Prayer foi copiado de uma canção de sucesso em 1943, "Coming In On a Wing and a Prayer".